# Spyker (Autohersteller)

Das Logo seit Mitte der 1910er Jahre

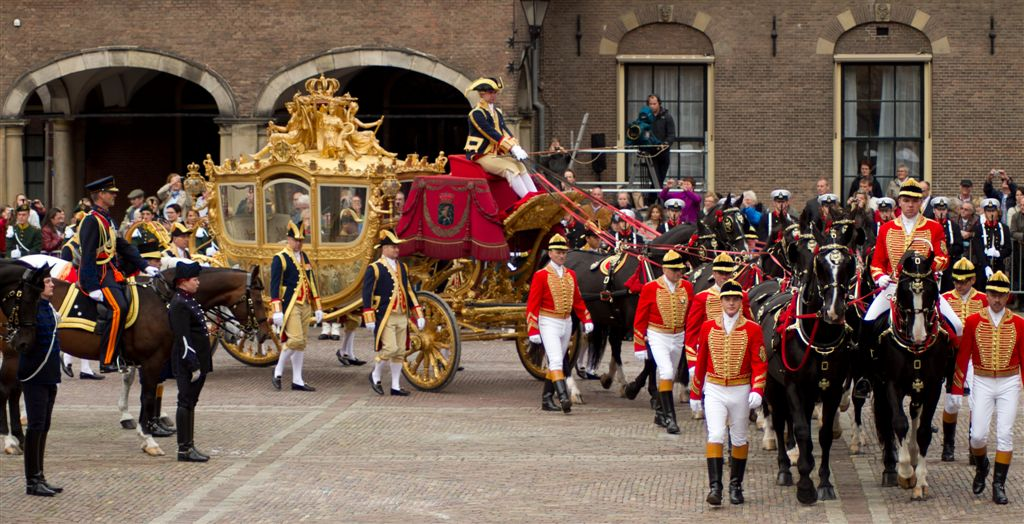
Die Goldene Kutsche von den Gebrüdern Spijker aus dem Jahr 1898

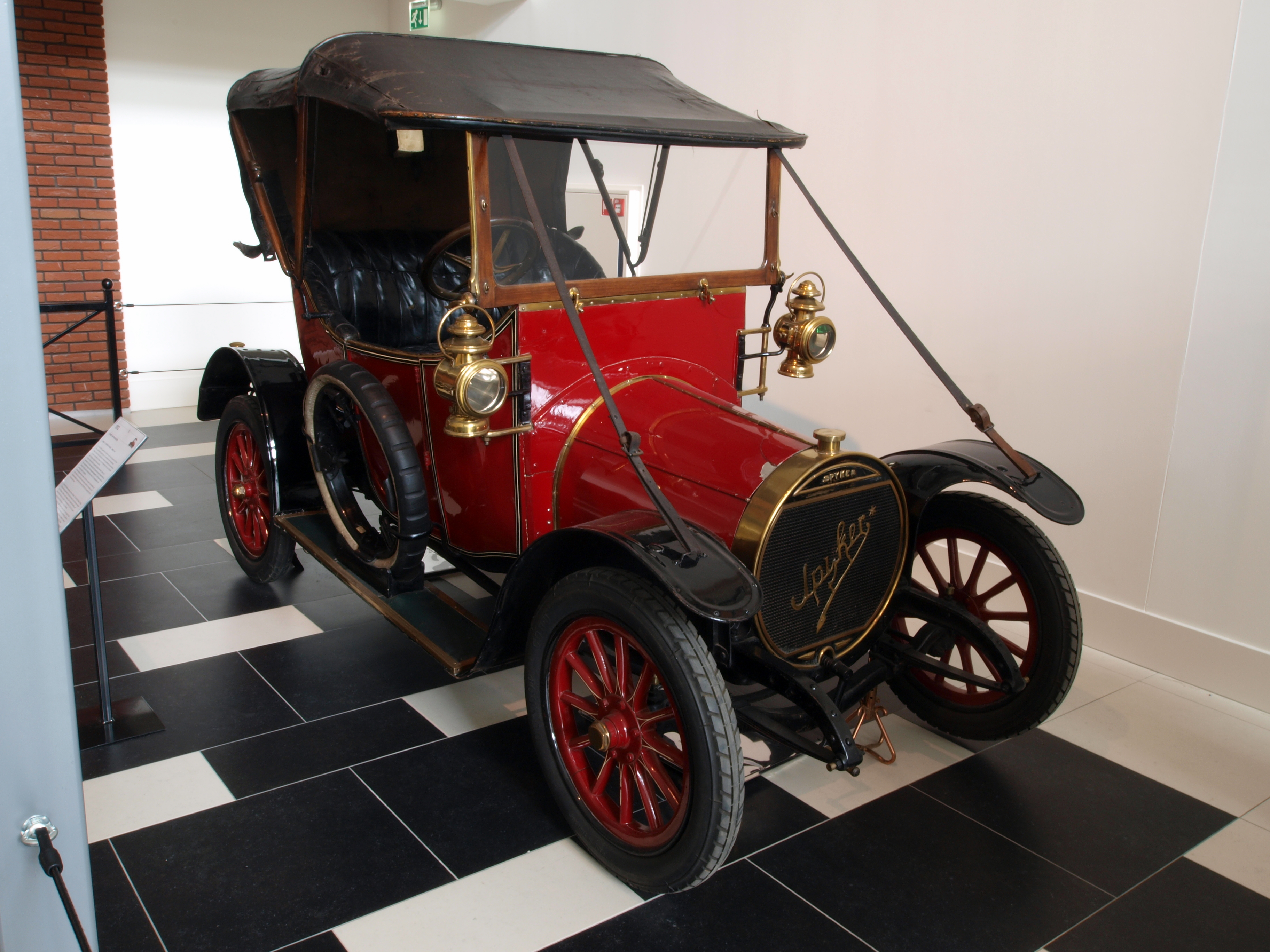
Spyker 7 HP aus dem Jahr 1912

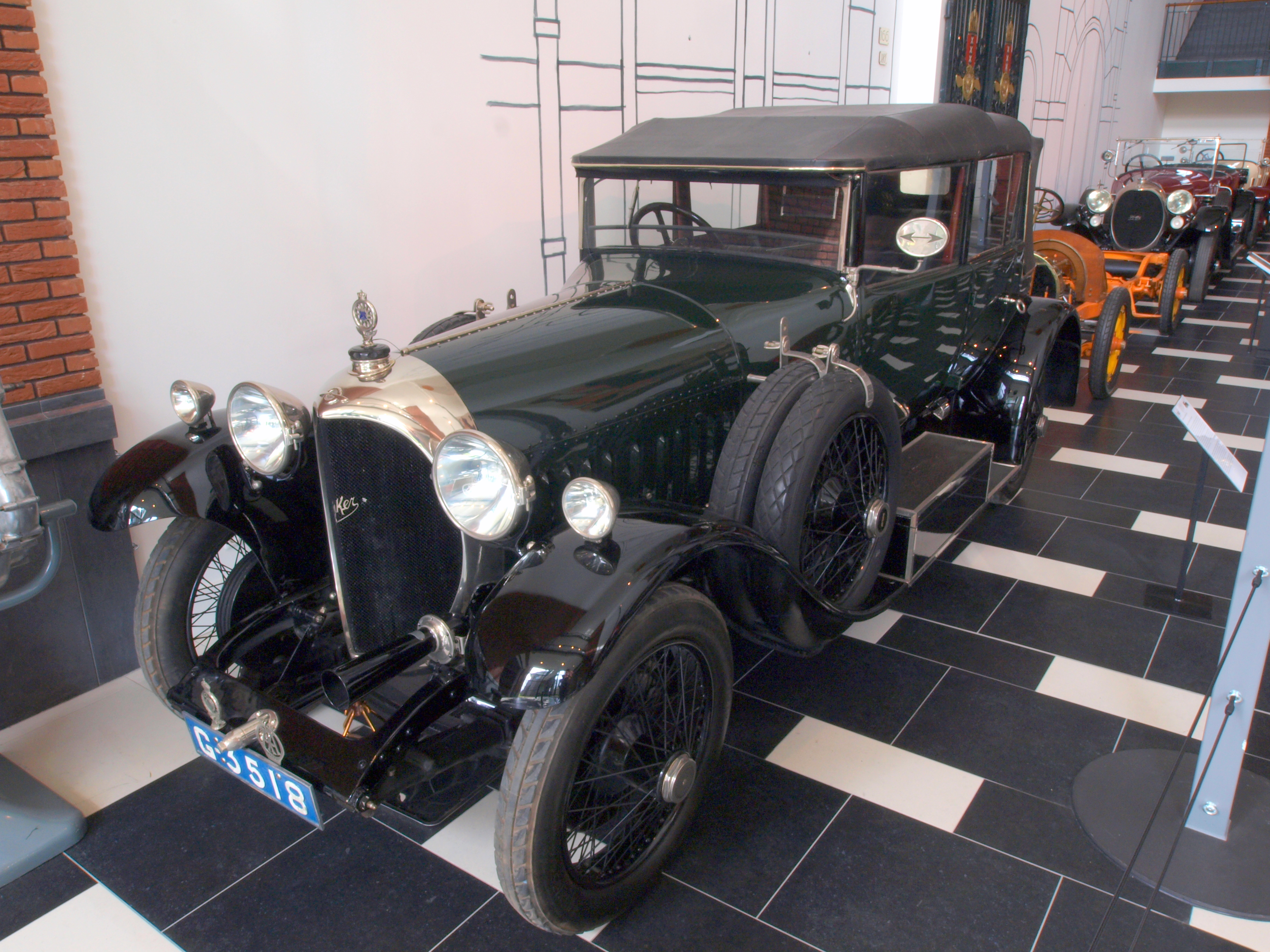
Spyker C4 aus dem Jahr 1922

Spyker [ˈspɛi̯ːkəʁ] war ein Automobilhersteller in den Niederlanden, der 1880 als Kutschenbauer gegründet und 1926 aufgelöst wurde.
Das bekannteste Fahrzeug dieses Herstellers ist die sogenannte Goldene Kutsche, mit der die Monarchen der Niederlande jährlich zur Eröffnung des Parlaments fahren, ein Geschenk von Bürgern an Wilhelmina zu ihrer Inthronisation im Jahr 1898.

## Geschichte
Die aus Hilversum stammenden Brüder, Schmiede und Kutschenbauer Jacobus und Hendrik-Jan Spijker etablierten in Amsterdam eine auf exklusive Automobile spezialisierte Manufaktur unter dem Namen Spijker. Mit Ausrichtung auf die wichtigen internationalen Märkte wurde der Familienname Spijker (deutsch: Nagel) bald zum Handelsnamen Spyker abgeändert (siehe auch IJ). Nachdem man anfänglich Automobile von Carl Benz unter dem Namen Spyker-Benz vertrieb, entstand im Jahr 1900 mit dem Spyker 5 H.P. die erste echte Eigenproduktion des Hauses.
Im Winter 1903/1904 wurde mit dem Spyker 60 HP, der ursprünglich am Rennen von Paris nach Madrid im Jahr 1903 teilnehmen sollte, der erste Sechszylinder und das erste Automobil mit Ottomotor und Allradantrieb überhaupt präsentiert.
1907 beendete Charles Goddard die Wettfahrt Peking-Paris mit einem Spyker erfolgreich.
Während des Ersten Weltkriegs brach das Geschäft mit Luxusautos völlig ein, und Spyker wurde mit einem Flugzeughersteller vereinigt. Zwischen 1914 und 1918 wurden fast 100 Flugzeuge für den Luftkampf und rund 200 Flugmotoren der Marke Spyker produziert. Nach dem Krieg begann bald wieder die Produktion von Automobilen. Mit dem Modell Spyker C4, das mit einem Sechszylinder von Maybach ausgerüstet war und „Tenax“ genannt wurde, gewann Hugo Baron van Pallandt 1922 das Bergrennen auf dem Mont de la Turbie bei Monte Carlo. Trotz aller Rennerfolge und eines hervorragenden Rufes (den C4 bezeichnete man beispielsweise im Vereinigten Königreich gerne als „Rolls-Royce des Kontinents“) wurde 1925 die Autoproduktion mangels entsprechender Auftragslage eingestellt und am 26. Mai 1926 die Firma per Versteigerung gänzlich aufgelöst. Bis dahin hatte sie etwa 1500 Autos gebaut und über 100 Patente auf ihrem Namen stehen.
1999 erwarben zwei niederländische Geschäftsmänner die Marke Spyker und gründeten das neue Unternehmen Spyker Cars, um Sportwagen herzustellen.